# Aéroport de Beira
L'Aéroport de Beira est un aéroport situé à Beira, au Mozambique (code IATA : BEW • code OACI : FQBR). Il dispose de 3 pistes en asphalte.

## Situation
| Île Bazaruto Beira Chimoio Inhambane Lichinga Nacala Nampula Pemba Quélimane Tete-Chingozi Vilanculos Maputo |

## Statistiques
Pour des raisons techniques, il est temporairement impossible d'afficher le graphique qui aurait dû être présenté ici.

Voir la requête brute et les sources sur Wikidata.

## Compagnies aériennes et destinations
| Compagnies              | Destinations                                                                                             |
| ----------------------- | --- |
| Airlink                 | Johannesbourg OR Tambo                                                                                   |
| Ethiopian Airlines      | Addis-Abeba Bole                                                                                         |
| LAM Mozambique Airlines | - Chimoio, - Harare, - Johannesbourg OR Tambo, - Maputo, - Nampula, - Pemba, Mozambique, - Tete/Chingozi |
| Malawi Airlines         | Blantyre, Lilongwe (Kamuzu)                                                                              |
| Moçambique Expresso     | Maputo                                                                                                   |

Édité le 28/12/2020  Actualisé le 4/11/2023